# Barbula suberecta
Barbula suberecta là một loài Rêu trong họ Pottiaceae. Loài này được (Hook.) Kindb. mô tả khoa học đầu tiên năm 1897.